# Dorfkirche Quitzöbel

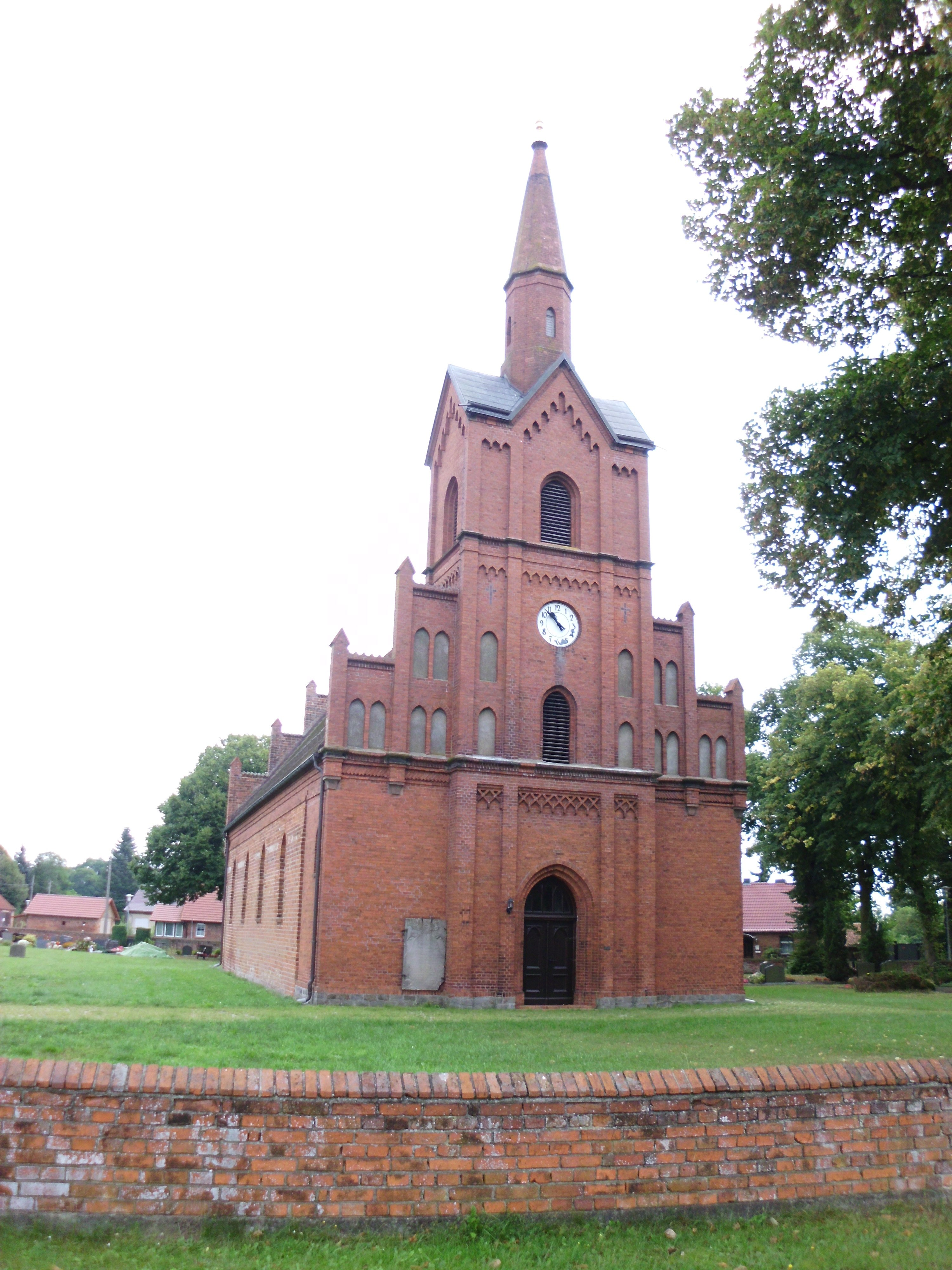
Dorfkirche in Quitzöbel

Die evangelische Dorfkirche in Quitzöbel, einem Ortsteil der Gemeinde Legde/Quitzöbel im Landkreis Prignitz in Brandenburg, wurde um 1500 errichtet und 1876 überformt und um das Turmjoch erweitert. Die Kirche an der Schulstraße ist ein geschütztes Baudenkmal. 
Vom spätgotischen Backsteinbau ist weitgehend die Nordseite und der viergeschossige, gestaffelte Ostgiebel mit Doppelblenden zwischen Pfeilern erhalten. 

## Ausstattung
Der Innenraum wurde neugotisch umgestaltet. Der barocke Altaraufsatz wurde vermutlich von Heinrich Joachim Schultz aus Havelberg in der ersten Hälfte des 18. Jahrhunderts geschaffen.
Die Orgel wurde 1855 von Friedrich Hermann Lütkemüller aus Wittstock eingebaut. 